# Berliner Dom
Berliner Dom (egentlig: Oberpfarr- und Domkirche zu Berlin) er en protestantisk kirke som står på øen Spreeinsel i floden Spree (en del af øen udgør i dag Museumsinsel). 
Kirken blev oprindelig opført som hofkirke for Brandenburgs kurfyrster, senere Preussens kongehus, slægten Hohenzollern. Den ligger i umiddelbar nærhed af det genopførte Berlins slot. Adkomsten går gennem parken Lustgarten.
Under kirken befinder Hohenzollerns krypt sig. Kirken er blevet brugt som gravsted for Hohenzollerne siden 1536.
Den preussiske konge og tyske kejser Vilhelm 2. tegnede grundskitsen og gav arkitekten Julius Raschdorff, professor ved Technische Hochschule Charlottenburg, til opgave at bygge den nuværende dom på samme sted som den gamle kirke, i italiensk højrenæssancestil. Grundstenen blev lagt i 1894 og bygningen blev indviet 27. februar 1905. Hovedalteret er lavet af Friedrich August Stüler i 1850. Karl Begas den ældre har udført alterbilledet.
Hovedkirken blev stærkt beskadiget i 1944, og kunne først i 1993 tages i brug igen. Restaureringen blev færdig den 29. juni 2002. I dag er der regelmæssigt gudstjenester og koncerter samt andre kulturelle arrangementer.

## Eksterne links
- Wikimedia Commons har flere filer relateret til Berliner Dom
- Berliner Doms officielle side

52°31′9″N 13°24′4″Ø / 52.51917°N 13.40111°Ø